# أليسيا جالاز فيفار
أليسيا غالاز فيفار (Alicia Galaz Vivar) شاعرة وباحثة أدبية، مؤسسة ومديرة مجلة الشعر تبيداTebaida. ولدت في (فالبارايسو تشيلي، يوم 4 ديسمبر 1936 - وتوفيت في (18 أكتوبر 2003) في تينيسي الولايات المتحدة الأمريكية.

## السيرة الذاتية
ولدت في فالبارايسو؛ وكانت غالاز-أستاذة في جامعه تشيلي في اريكا (جامعة تاراباكا) جنبا إلى جنب مع زوجها-
وهي من كبار شعراء تشيلي.وقد أجبروا على المنفى في عام 1975 في أعقاب الانقلاب العسكري التشيلي عام 1973.
حصلت على الدكتوراه من جامعة ألاباما ودرست ابتداء من عام 1989، في جامعة تينيسي في مارتن. تقاعدت مع رتبة أستاذ فخري. وتوفيت في مدينة مارتن في مكان إقامتها في عام 2003.

## أعمالها
- - حكاية بيرام وثيسبي ، تفسير الأساطير اليوناني-الروماني، وكتابة المقالات، طبعات من كلية الفلسفة والتربية، جامعة شيلي، سانتياغو، 1955.
  - الأسلوبية، تحليل حكاية بيرام وثيسبي، «دون لويس دي غونغورا»، مقال، إصدارات جامعة شيلي، سانتياغو، 1958.
  - مختارات سجل لويس دي غونغورا، الجامعة التحريرية، سانتياغو، 1961.
  - مختارات من الرومانسية ، «بينياس السوناتات لويس دي غونغورا»، الجامعة التحريرية، سانتياغو، 1962 (عصر النهضة، سانتياغو، 1970).
  - قفص سميك لأنثى الحيوان، شعر، طبعات ميمبري-تيبايدا، إريكا، 1972؛[2]
  - غالاتيا وثيسبي. خطاب الصور: النهج البنيوي للغة الشعرية إريكا جونجورا، جامعة شيلي، المقر، 1974 [3]
  - كتب تتحرك، شعر، الجامعة التحريرية، مدريد، عام 1987.
  - ارتفاع المد والجزر: «إينتروفيسيون الحرجة» في ثمانية أصوات لأمريكا اللاتينية، مقال، الجامعة التحريرية، مدريد، عام 1988.
  - بعيدة عن الشعر المفضل، طبعات لار، موقع كونسبسيون، 1990.